# Trolltinderne
Trolltinderne i Rauma kommune i Møre og Romsdal fylke i Norge er et bjergmassiv bestående af en række spidse og bratte tinder mellem Romsdalen i øst og Isterdalen i vest.
Mod Romsdalen domineres bjergmassivet af store vægge og udhæng, hvoraf nordvæggen på Trollryggen (1.740 moh.), Trollveggen er den mest kendte. Den tusind meter høje og lodrette bjergvæg er et kendt mål for bjergbestigere og BASE jumpere fra hele verden. BASE jumping er forbudt fra Trollveggen.
Den højeste top i Trolltindene er Breitinden der er 1.797 moh. som ligger i den sydlige del af massivet. Store Trolltind på 1.788 moh. ligger længere mod nord, og nord for Trollryggen.